# Idiops pirassununguensis
Idiops pirassununguensis är en spindelart som beskrevs av Fukami och Lucas 2005. Idiops pirassununguensis ingår i släktet Idiops och familjen Idiopidae. Inga underarter finns listade i Catalogue of Life.